# Vostretsovo
Vostretsovo (en rus: Вострецово) és un poble del krai de Primórie, a l'Extrem Orient de Rússia, que en el cens del 2010 tenia 1.347 habitants.